# Clasificación de suelos

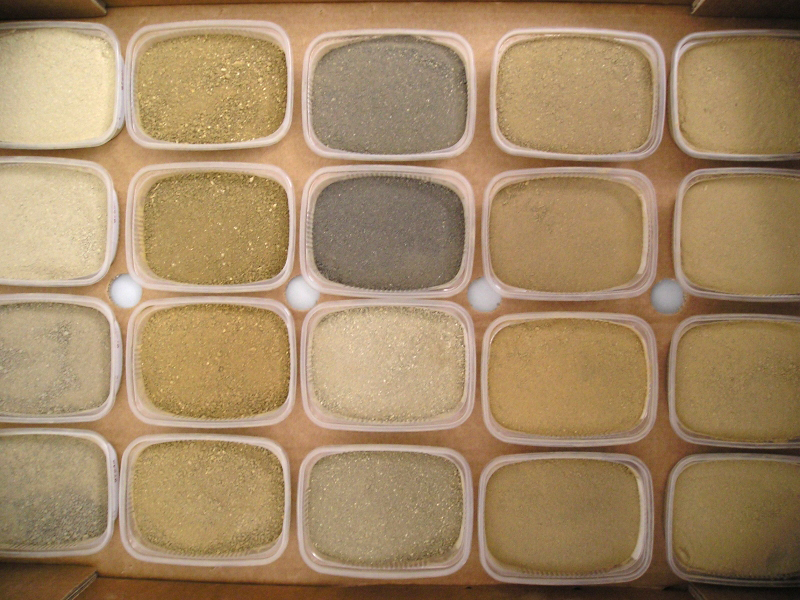
Colores de suelos.

La clasificación de suelos es una categorización de tierras basada en características distintivas y en criterios de uso. 

## Criterios de clasificación

Clasificación del suelo en Estados Unidos.

### Geológica
El primer criterio fue establecido por Friedrich Fallou (1794-1877) en Pedologie oder allgemeine und besondere Bodenkunde, en el cual se manifiesta crítico y fuerte frente a la mera consideración de las propiedades químicas y propone considerar al suelo como un ente natural.
Fallou incluye en su estudio la mayoría de los caracteres concernientes al suelo: historia, geografía, necesidad de estudio conjunto de los constituyentes, estructura y funcionamiento. En 1862 acuña el término «Pedologie» para los estudios científicos de suelos, simultáneo a otros tales como «agricultural geology» o «agrogeology». Afirma que la pedología es, necesariamente, una ciencia interdisciplinar, pues en aquel momento el suelo se observaba solo como un «fenómeno geológico», independiente de otros. Por todo ello, otros autores del ámbito americano le consideran el fundador de la pedología.

### Química
La clasificación química fue acuñada por autores como:
- Gapalopa Benson (grado de saturación del complejo absorbente).
- Alexius von Sigmond (catión dominante del complejo absorbente).
- Hans Pallmann (intensidad, dirección y elementos del lavado).

### Climática
Según Vasili Dokucháyev, el suelo se puede clasificar climáticamente, dependiendo del efecto que tiene el clima sobre ellos, así se encuentran: 
- Suelos zonales: evolucionan notoriamente dependiente al clima donde se encuentren.
- Suelos intrazonales: evolucionan independientes del clima.
- Suelos azonales: Suelos muy poco evolucionados, por lo que no se conoce cómo es su evolución.

### Genética
Aquí se clasifican los suelos dependiendo de su origen, su grado de desarrollo del perfil, grado de alteración, tipos de humus, hidromorfía, propiedades químicas y mineralogía.

### Según su capacidad de uso
Este criterio de clasificación permite mostrar los problemas o limitaciones, necesidades y prácticas de manejo adecuado, con lo cual se proporciona un sistema comprensible, claro y de gran utilidad en la formulación de los planes de desarrollo agropecuario.

### Ingenieril
Los ingenieros, típicamente los ingenieros geotécnicos, clasifican a los suelos de acuerdo con sus propiedades ingenieriles, en relación con su uso en fundaciones o en materiales de construcción de edificios. Los sistemas modernos de clasificación de ingeniería se diseñan para permitir una fácil transición de las observaciones a campo a las predicciones básicas de propiedades y de conductas de ingeniería de suelos. Algunos de los primeros sistemas clasificatorios ingenieriles de suelo eran adaptaciones de los propios sistemas de clasificación de la ciencia del suelo.
El sistema de clasificación más común de ingeniería para suelos en Estados Unidos es el Sistema Unificado de Clasificación de Suelos, USCS, por su acrónimo en inglés. El USCS tiene tres grupos de clasificación mayores:
1. Suelos de grano grueso (por ejemplo, arenas y gravas): se distinguen principalmente porque los granos son observables a simple vista.
2. Suelos de grano fino (por ejemplo, limos y arcillas): son buenos y algunos no almacenan agua, pero retienen agua mejor que los granos superiores.
3. Suelos altamente orgánicos (referidos como «turba»). El USCS además subdivide a esas tres mayores clases de suelos para clarificación.

Hay otros sistemas de clasificación de ingeniería de suelo, así, por ejemplo, en África se encuentran el Sistema de Clasificación de Suelos AASHTO y el «Burmeister Modificado».
Estos sistemas de clasificación ingenieriles del suelo hacen descripción de otras propiedades edáficas como color, contenido de humedad in-situ y tensión in-situ, etre otros aspectos.

### Numérica
Otra aproximación es la clasificación numérica, también llamada ordenación, donde los suelos individuales se agrupan por métodos estadísticos multivariados, tales como análisis de agrupamiento. Esto supone crear agrupamientos naturales sin requerir ninguna inferencia acerca de la génesis del suelo.

### Bases morfométricas
En esta clasificación se utilizan propiedades medibles del suelo, bien directamente en el perfil o analizando muestras en el laboratorio. Representa actualmente la tendencia más aceptada en las modernas clasificaciones de suelos, como la Soil Taxonomy y la World Reference Base for Soil Resources.

## Tipos de clasificación
Para los suelos, la experiencia ha mostrado que un sistema natural, es decir, suelos agrupados por sus propiedades intrínsecas, conductas, o génesis, resulta en clases que pueden ser interpretadas para muchos usos diversos. Esto es en contraste con una clasificación técnica, como la «Clasificación de Capacidad de Fertilización», donde los suelos se agrupan de acuerdo con su ajuste a un uso específico.

### Riesgo a degradación
Los sistemas naturales se basan estrictamente en la génesis presumida del suelo, pero los modernos sistemas (tanto los muy jerárquicos como el Soil Taxonomy como los poco jerárquicos como el World Reference Base for Soil Resources) usan criterios objetivos, de morfología a campo como pruebas de laboratorio, tanto como sea posible, para reducir desacuerdos entre clasificadores.
En mapeo de suelos, como se practica en Estados Unidos, la clasificación de suelo usualmente significa usar criterios basados en la morfología de suelo añadiendo las características desarrolladas durante la formación de los suelos. Los criterios se designan para guiar las elecciones en el uso de la tierra y en el manejo del suelo. Como se indicó, ese es un sistema jerárquico híbrido de ambos criterios natural y objetivo. El Soil Taxonomy provee criterios medulares para diferenciar las unidades de mapeo de suelos. Esa es una substancial revisión del «1938 USDA soil taxonomy» que era un sistema estrictamente natural.
Las unidades de mapeo de suelos de una taxonomía de suelos así basada, se agrupan adicionalmente en clases de sistemas de clasificación técnicas. Las «clases de capacidad de uso», el suelo hidromórfico, y el «campo flor» son algunos ejemplos.
Además de los sistemas de clasificación de suelos, hay también sistemas de clasificación de suelos vernáculos. Los sistemas vernáculos (descriptivos) han sido usados por milenios, mientras los sistemas basados en evidencia científica, eran de relativamente reciente desarrollo.

### Clasificación objetiva
Actualmente existe un fuerte tendencia a utilizar dos clasificaciones que pueden ser calificadas como internacionales, estas son la Soil Taxonomy, presentada por el Soil Survey Staff de los Estados Unidos, y la World Reference Base for Soil Resources, editada por un Grupo de Trabajo de la Unión Internacional de las Ciencias del Suelo (International Union of Soil Sciences - IUSS). En algunos países las clasificaciones nacionales están siendo abandonadas o utilizadas con carácter complementario de estas dos clasificaciones globales. En otros países el sistema nacional sigue siendo el sistema principal (Rusia, Alemania, entre otros).
Se trata de clasificaciones que utilizan como caracteres diferenciantes a propiedades del suelo medibles cuantitativamente, en el campo o en el laboratorio. Además estos caracteres diferenciantes son muy numerosos, de manera que las clases establecidas quedan definidas de una manera muy rigurosa y precisa. Al utilizar criterios cuantitativos, las clases pueden ser definidas de  tal manera que se excluyen mutuamente. 
Estas dos clasificaciones evitan al máximo la subjetividad, a diferencia de lo que ocurría con las clasificaciones que las han precedido:
Al utilizar siempre propiedades que pueden ser cuantificadas de alguna manera, no se emplean los criterios cualitativos, tan utilizados en las clasificaciones anteriores. Aquellos criterios de «alto contenido en materia orgánica», «pobres en bases», etc, que se prestaban a una enorme confusión, (por ejemplo, el término «alto» se interpretaba de muy distinta manera en función de los suelos a que cada investigador estaba acostumbrado) han sido sustituidos por «porcentaje en materia orgánica superior al 1%», «grado de saturación < 50%», etc.
Se evitan las consideraciones genéticas, que al ser subjetivas de distintas interpretaciones pueden crear confusiones. No obstante, dada la importancia de los procesos de formación del suelo, se utilizan como caracteres diferenciantes a aquellas propiedades que son el resultado directo de la actuación de estos procesos. Es por ello que aunque estrictamente hablando se trata de clasificaciones morfométricas, las podemos calificar como morfogenéticas. No obstante, las propiedades importantes para la utilización del suelo también son tenidas en cuenta.
Otra ventaja importante de estas clasificaciones es que se refieren tanto a los suelos vírgenes como a los agrícolas. Se clasifica al suelo tal como se encuentra en la realidad y al clasificarlo no hay que idealizarlo a como sería si no se hubiese labrado, como sí ocurría con otras clasificaciones anteriores.
Anteriores nomenclaturas como la ABC están definidas sobre criterios genéticos cualitativos, lo que provoca importantes disparidades de uso entre los edafólogos. Para evitar este inconveniente el Soil Survey Staff de EUA introdujo el concepto de horizontes de diagnóstico, cuyo uso se ha impuesto en muchos sistemas.
Un horizonte de diagnóstico es un horizonte definido morfométricamente, con la mayor precisión posible, con datos de campo y de laboratorio, para su utilización en la clasificación del suelo.
Estos horizontes se definen de una manera mucho más completa que como se hace para la nomenclatura ABC, además se utilizan criterios cuantitativos, los cuales estaban totalmente ausentes.
Por otra parte existen otros caracteres diferenciantes que no son horizontes y son llamadas propiedades de diagnóstico. Son elementos esenciales para la clasificación y son definidos de manera similar a como se hace con los horizontes de diagnóstico.
Los horizontes de diagnóstico y propiedades de diagnóstico no son todos comunes para ambas clasificaciones. Tampoco las definiciones de los horizontes y propiedades están definidos exactamente de la misma manera en ambos sistemas.

### Clasificación FAO
La FAO ha optado para la denominación de sus clases de nombres populares, utilizados en clasificaciones anteriores, descartando todos los términos populares que se prestasen a confusión, por ejemplo: suelos pardos, suelos áridos, etc. También otra diferencia con respecto a la Soil Taxonomy radica en la ausencia de los regímenes de humedad y temperatura de uso tan frecuente en la clasificación americana.
La FAO ha desarrollado dos sistemas para trabajar con suelos:
El «Legend of the Soil Map of the World», por la FAO/Unesco, fue establecido en 1974 y posteriormente fue revisado, introduciendo profundas modificaciones en su esquema de clasificación desarrollando el «Revised Legend of the Soil Map of the World» en 1988. Se han introducido profundos cambios en todos sus niveles (horizontes de diagnóstico, propiedades de diagnóstico, materiales de diagnóstico, Grupos de Suelos y Unidades de Suelos). 
En un principio esta clasificación fue diseñada para proporcionar un arma de trabajo común para todos los edafólogos del planeta. Concretamente como leyenda de un mapa mundial de suelos, de escala pequeña (1:5 000 000), para realizar una primera valoración de los recursos edáficos del mundo. Elaborada principalmente para trabajar con escalas pequeñas (mapas generales). Representa un sistema de clasificación bastante intuitivo, muy eficaz desde un punto de vista didáctico y muy útil para estudios no muy detallados de suelos.
Más que un sistema de clasificación se trata simplemente de una leyenda para definir las clases de suelos del Mapa de Suelos del Mundo a escala 1:5 000 000. Este sistema ha tenido una amplia aceptación mundial y ha sido universalmente aceptado como un utilísimo sistema de referencia. El sistema FAO fue reemplazado en 1998 por la World Reference Base for Soil Resources.

### ClasificaciónWorld Reference Base for Soil Resources(WRB)
La World Reference Base for Soil Resources (WRB, Base referencial mundial del recurso suelo) es un sistema internacional de clasificación de suelos para la nomenclatura de suelos y la creación de leyendas de mapas de suelos. Es editado por un Grupo de Trabajo de la Unión Internacional de las Ciencias del Suelo (International Union of Soil Sciences - IUSS). La primera edición es de 1998 reemplazando la Clasificación FAO, la segunda de 2006, la tercera de 2014 (Actualización en 2015) y la cuarta de 2022. La cuarta edición de 2022 es el documento actual válido de la WRB.
La WRB comprende dos niveles: el Primer Nivel tiene 32 Grupos de Suelos de Referencia (GSR); el Segundo Nivel consiste en el nombre del GSR combinado con un conjunto de calificadores principales y suplementarios. 
La WRB usa horizontes, propiedades y materiales de diagnóstico y también características simples (como una cierta textura o una cierta saturación de bases) para asignar a un  suelo el Grupo de Suelos de Referencia (GSR) apropiado. Para esta asignación se usa una clave. 
Para el Segundo Nivel de la clasificación se utilizan calificadores, que tienen una definición única. Los calificadores disponibles para su uso con un GSR se enumeran en la clave junto con el GSR. Se dividen en calificadores principales y suplementarios. Los calificadores principales son importantes para la subdivisión de los suelos de un GSR. Son jerárquicos y se presentan en el orden de su importancia. Los calificadores suplementarios no son jerárquicos y se utilizan en la siguiente manera: primero los calificadores referiendose a la textura, luego los demás calificadores según el orden alfabético. Los calificadores principales se añaden delante del nombre del GSR. La secuencia es de derecha a izquierda, es decir, el calificador más alto en la lista, se coloca más cercano al nombre del GSR. Los calificadores suplementarios se añaden detrás del nombre del GSR entre paréntesis y separados uno del otro por comas. La secuencia es de izquierda a derecha. Para nombrar un suelo se debe añadir todos los calificadores que aplican.
Para leyendas de mapas el número de calificadores depende de la escala.

### ClasificaciónSoil Taxonomy
Clasifica los suelos por nomenclatura de:
- Orden
- Suborden
- Grandes grupos
- Subgrupo
- Familia
- Series

Los órdenes son:
- Alfisol
- Andisol
- Aridisol
- Entisol
- Espodosol
- Gelisol
- Histosol
- Inceptisol
- Molisol
- Oxisol
- Ultisol
- Vertisol

## Órdenes de Suelos segúnSoil Taxonomy
La taxonomía de suelos de USDA, o sintéticamente y más generalizada Soil Taxonomy, desarrollada y coordinada internacionalmente por el Ministerio de Agricultura de los Estados Unidos (en inglés, el United States Department of Agriculture y su subsidiaria Natural Resources Conservations Service) da una clasificación de suelos acorde a varios parámetros.

### Alfisoles
- Suelos de regiones húmedas, por lo que se encuentran húmedos la mayor parte del año.
- Con un % de saturación de bases superior al 35%.
- Sus horizontes subsuperficiales muestran evidencias claras de traslocación de partículas de arcilla (Clayskins) que provienen posiblemente de molisoles.
- En los trópicos se presentan con pendientes mayores de 8 a 10% y vegetación de bosque refleja su alta fertilidad.
- Son suelos jóvenes, comúnmente bajo bosques de hoja caediza.
- En Colombia se encuentran en un porcentaje de 0,8%, distribuidos entre la llanura del Caribe, la zona Andina y los valles Interandinos.
- En Colombia están formados principalmente en las zonas de clima seco como la región Caribe, excepto La Guajira puesto que presenta condiciones climáticas áridas y semiáridas y las zonas muy húmedas y pluviales de la Sierra Nevada de Santa Marta.
- En las planicies de clima frío y seco del altiplano cundiboyacense, son comunes los suelos con una capa endurecida, que dieron origen a los alfisoles o suelos arcillosos.[7]

### Andisoles
- Suelo desarrollado en depósitos volcánicos (como ceniza volcánica, piedra pómez, carbonillas y lava) y/o en materiales piroclásticos.
- Suelos de las regiones subhúmedas y húmedas. Poseen buena acumulación de humus.
- Poseen evidencia de mayor desarrollo que los entisoles.
- Alta productividad natural.
- Con textura franco arenosa.[8]
- Se caracterizan por su mineralogía, en la que se encuentran minerales de poco ordenamiento cristalino (amorfos) como la imogolita y el alofano.
- En Colombia se encuentran distribuidos en la región Andina y especialmente en la cordillera Central. En la cordillera Occidental y Oriental también se presentan, pero en menor proporción que en la Central.
- Suelos que se meteorizan rápidamente, formando mezclas amorfas de aluminio y silicato.
- Suelos denomindos andisoles o andosoles, el término andosol deriva de los japoneses «an» que significa negro y «do» que significa suelo, haciendo alusión a su carácter de suelos negros de formaciones volcánicas.

### Aridisoles
- Suelos típicos de zonas desérticas.
- Las bajas precipitaciones producen que sean suelos poco lixiviados.
- Pobres en materia orgánica.
- Suelos de baja tasa de formación y descomposición.
- Tienen desarrollado un horizonte cálcico por iluviación.
- Muchos tienen bien desarrollado un horizonte argílico que indican un anterior clima más húmedo.
- Suelos de colores claros.
- Vegetación: En zonas áridas dominan arbustos xéricos, y en zonas menos áridas aparecen gramíneas.
- Uso en pastoreo y cultivos con riego.
- El agua presente es retenida a gran tensión.[8]

La mayoría de los aridisoles están enriquecidos con carbonato de calcio. En estos suelos el mismo se encuentra como finos cristales dispersos en la matriz.
- En Colombia se presentan en la región de la media y alta Guajira, alrededores de Cúcuta, Santa Marta, Desierto de la Tatacoa (Huila), cañón del Chicamocha.
- pH neutros a básicos, fertilidad en general moderada, con excepción de N, pueden presentarse problemas de sales y Na y baja M.O.

### Entisoles
- Suelos de regolito.
- Tienen menos del 30% de fragmentos rocosos.
- Formados típicamente tras aluviones de los cuales dependen mineralmente.
- Suelos jóvenes y sin horizontes genéticos naturales o incipientes.
- Permanecen jóvenes debido a que son enterrados por los aluviones antes de que lleguen a su madurez (Nilo).
- El cambio de color entre horizonte A y C es casi imperceptible.
- Son pobres en materia orgánica, y en general responden a abonos nitrogenados.
- La mayoría de los suelos que se generan desde sedimentos no consolidados cuando jóvenes fueron entisoles.
- Son abundantes en muchas áreas en posiciones de diques, dunas o superficies sometidas a acumulaciones arenosas de origen eólico.
- En Colombia se presentan en zonas aledañas e influenciadas por los principales ríos de la Orinoquia, Amazonia, áreas de la región Andina, y en algunas partes de la región Caribe.
- Suelos jóvenes con un desarrollo limitado que exhiben propiedades de la roca madre.[9]

### Espodosoles
- Suelos de climas pluviales, húmedos y muy húmedos, a partir de materiales parentales asociados a cenizas volcánicas y a materiales arenosos.
- Presentan vegetación arbórea.
- Suelos de pH ácido.
- Suelos con baja capacidad de intercambio catiónico y bajo % de saturación de bases.
- Horizonte A claro o medianamente oscuro.
- Horizonte B con significativa acumulación de arcilla.
- Fertilidad muy baja, alta acidez, baja saturación de cationes, baja concentración estructural en superficie, compactación en profundidad. aporte de nutrientes bajos a partir de la materia orgánica.
- Presencia de Endopedon espódico.

### Gelisoles
Suelos afectados por permafrost.

### Histosoles
- Suelos orgánicos.
- Se desarrollan en ambientes de condiciones húmedas o frías.
- El suelo se encuentra saturado en agua al menos una vez al año.
- Su grado de evolución está asociado con el proceso de descomposición de sus materiales orgánicos.
- El material original de estos suelos consta de material vegetal poco descompuesto mezclado con cantidades variables de material terroso.
- Es un suelo muy liviano.
- Se forman en zonas depresionales de los páramos.
- pH en general ácido, fertilidad y productividad variable de acuerdo con la adecuación de la zona y el grado de evolución del material orgánico.

### Inceptisoles
- Suelos con características poco definidas.
- No presentan intemperización extrema.
- Suelos de bajas temperaturas, pero de igual manera se desarrollan en climas húmedos (fríos y cálidos).
- Presentan alto contenido de materia orgánica.
- Tienen una baja tasa de descomposición de la materia orgánica debido a las bajas temperaturas, pero en climas cálidos la tasa de descomposición de materia orgánica es mayor.
- pH ácido.
- Usualmente presentan permafrost
- Poseen mal drenaje.
- Acumulan arcillas amorfas.
- Son una etapa juvenil de futuros Ultisoles y Oxisoles.
- Son suelos volcánicos recientes.[10]
- Para los trópicos ocupan las laderas más escarpadas desarrollándose en rocas recientemente expuestas.
- Predominan en la cordillera de los Andes junto a los entisoles y en la parte más alta los ultisoles, por las vegas de los ríos Caquetá, Guaviare, Putumayo y Amazonas.
- pH y fertilidad variables dependientes de la zona: alta en zonas aluviales y baja en sedimentos antiguos y lavados sobre los cuales evolucionan el suelo, materia orgánica variable.

### Mollisoles
- Suelos de zonas de pastizales.
- Ubicados en climas templados, húmedos y semiáridos.
- No presentan lixiviación excesiva.
- Suelos oscuros, con buena descomposición de materia orgánica gracias a los procesos de adición y estabilización (melanización).
- Saturación de bases superior al 50%.
- Suelos productivos debido a su alta fertilidad.
- Suelos bien estructurados.
- Suelos formados a partir de sedimentos minerales en climas templados húmedos a semiáridos.
- Cobertura vegetal integrada principalmente por gramíneas.
- Dominancia de arcillas.

Los mollisoles están asociados geográficamente a la vegetación de praderas, razón por la cual se les conoce muchas veces como suelos de praderas. Se han formado bajo diferentes tipos de ellas; así, Boul et al (1980) comentan las diferentes alturas que alcanzaban (superiores a 12 m, inferiores a 30/50 cm o intermedias) cuyo efecto, a través de su biomasa, afecta el espesor del horizonte molico, mediante procesos de ganancias, en ambientes con tendencia a la neutralidad y abundante intervención de organismos edáficos.
En algunas áreas, transicionales a climas más húmedos, por ejemplo en la zona de Maicao y al sur de ella, hay presencia de mollisoles como resultado de una mayor biomasa y humificación del suelo; ellos son especialmente calciustolls, haplustoll, arídicos, líticos, salothídicos o terrérticos. (Soto X, 2010) tomado de (Malagon et al 1987).
En los molisoles colombianos, a pesar de encontrarse teóricamente mayores proporciones de ácidos humicos y tipos de humus chernozémico y eutrófico, las condiciones climáticas no favorecen. El alto aporte de biomasa de gramíneas relacionados con estos suelos en otras parte del mundo (planicies centrales de los Estados Unidos, Canadá, Argentina); las condiciones de praderas aportaron grandes contenidos de materiales orgánicos; de la cual el 50 por ciento se incorpora anualmente al suelo en su horizonte A.

### Oxisoles
- Suelos tropicales ricos en sesquióxidos de hierro y alumninio.[11]
- Presentan proporción de arcillas 1:1
- Se forman sobre antiguos suelos de trópicos húmedos.
- Suelos muy meteorizados.
- Suelos de escasa fertilidad.
- Tienden a presentar texturas finas debido a su alto grado evolutivo y a la relación del mismo con el tamaño de las partículas.
- Los oxisoles son suelos de alta evolución, relacionados con climas húmedos y muy húmedos, debido a la alta precipitación son suelos lavados que presentan condiciones ácidas. En Colombia se encuentran en la Amazonia.

### Ultisoles
- Suelos con un horizonte argílico de poco espesor.
- Presentan vegetación arbórea.
- Con un % de saturación de bases inferior al 35%.
- Suelos de color pardo rojizo oscuro.
- No muestran presencia de saturación hídrica.

### Vertisoles
- Su proceso formativo es el de la haploidización, están definidos por la dinámica vinculada con su granulometría arcillosa.
- Suelos minerales que se quiebran en estación seca, formando grietas de 1 cm de ancho.
- Suelos muy ricos en arcilla.
- Los suelos vertisoles ocupan las partes bajas del relieve en los altos llanos occidentales.
- Suelos con fuerte expansión al humedecerse y contracción al secarse.
- Son característicos de las cubetas de decantación y pantanos en los llanos y en valles aluviales.
- Para el caso de los trópico estos se forman a partir de la transformación directa de alofana en arcilla montmorillonita de tipo 2:1 expandible.
- Hidratados y expandidos en húmedo y bastantes agrietados en seco.

### Sistema internacional
- IUSS Working Group WRB: World Reference Base for Soil Resources, fourth edition. International Union of Soil Sciences, Vienna 2022. ISBN 979-8-9862451-1-9 ().
- IUSS Working Group WRB: Base referencial mundial del recurso suelo 2014, Actualización 2015. Informes sobre recursos mundiales de suelos 106, FAO, Roma 2016. ISBN 978-92-5-308369-5. (PDF 2,8 MB).
- Malagon, D (1998). El recurso suelo en Colombia - Inventario y problemática. Rev. Acad. Colomb. Cienc. 22(82): 13-52. p. 22. ISSN 0370-3908.
- W. Zech, P. Schad, G. Hintermaier-Erhard: Soils of the World. Springer, Berlin 2022. ISBN 978-3-540-30460-9

### Sistemas naturales
- Agriculture Canada Expert Committee on Soil Survey (1987). The Canadian system of soil classification (2ª edición). Ottawa: Canadian Government Publishing Centre.
- Avery, B. W (1980). Soil classification for England and Wales: higher categories. Cranfield, England: Cranfield University, Soil Survey & Land Research Centre.
- Baize, M. C; Girard (1995). Référentiel pédologique 1995. París: Institut National de la Recherche Agronomique, INRA.
- Baize, D; Girard, M. C (1998). A sound reference base for soils: The «Référentiel Pédologique» (en inglés). trad. Hodgson J.M., Eskenazi N.R., & Baize D. París: Institut National de la Recherche Agronomique, INRA.
- Hewitt, A. E (1992). Soil classification in New Zealand: legacy and lessons. Australian Journal of Soil Research. pp. 30, 843-854.
- Isbell, R. F (1996). The Australian soil classification. Collingwood, Victoria, Australia: CSIRO.
- Soil Classification Working Group (1991). Soil classification: a taxonomic system for South Africa. Pretoria: Department of Agricultural Development, RSA.
- Soil Survey Staff (1999). Soil taxonomy: a basic system of soil classification for making and interpreting soil surveys (2ª edición). Washington, DC: US Department of Agriculture Soil Conservation Service.

### Sistemas técnicos
- Boorman, D. B; Hollis, J. M; Lilly, A (1995). Hydrology of soil types: a hydrologically-based classification of the soils of the United Kingdom (No. 126). UK Institute of Hydrology.
- Klingebiel, A. A; Montgomery, P. H (1961). Land capability classification. Washington, DC: US Government Printing Office.
- Narsilio, G. A; Santamarina, J. C (2000). Clasificación de suelos: Fundamento físico, prácticas actuales y recomendaciones (PDF). Fi UBA. Archivado desde el original el 21 de abril de 2007. Consultado el 26 de noviembre de 2009.
- Sánchez, P. A; Palm, C. A; Buol, S. W (2003). Fertility capability soil classification: a tool to help assess soil quality in the tropics. Geoderma. pp. 114(3-4), 157-185.
- American Society for Testing and Materials (1985). D 2487-83, Classification of Soils for Engineering Purposes: Annual Book of ASTM Standards. 04.08. pp. 395-408.

### Sistemas tempranos de interés histórico
- Baldwin, M; Kellogg, C. E; Thorp, J (1938). Soil classification. In Soils and men: Yearbook of agriculture. U.S. Department of Agriculture. pp. 979-1001 lugar=Washington, DC.
- Simonson, R. W (1989). Historical aspects of soil survey and soil classification with emphasis on the United States 1899-1970. Wageningen, NL: International Soil Reference and Information Centre (ISRIC).

### Principios
- Butler, B. E (1980). Soil classification for soil survey. Oxford: Oxford Science Publications.Science. p. 96.
- Cline, M. G (1949). Basic principles of soil classification. Soil Science. pp. 67(2), 81-91.
- Cline, M. G (1963). Logic of the new system of soil classification. Soil. pp. 17-22.
- Webster, R (1968). «Fundamental objections to the 7th approximation». Journal of Soil Science 19. pp. 354-366.
- Terzaghi, Karl (enero de 1996). Soil Mechanics in Engineering Practice, Wiley-Interscience (3 Sub-edition). ISBN 0-471-08658-4.

### Clasificación numérica
- McBratney, A. B; de Gruijter, J. J (1992). «A continuum approach to soil classification by modified fuzzy k-means with extragrades». Journal of Soil Science, 43(1). pp. 159-175.
- Salazar, Juan C (1995). Atlas de suelos de la República de Argentina. INTA.
- Malagon, D (1995). Suelos de Colombia. Santa fe De Bogotá. D.C: Instituto Geográfico Agustín Codazzi. p. 544.